# Resolució 1694 del Consell de Seguretat de les Nacions Unides
La Resolució 1694 del Consell de Seguretat de les Nacions Unides fou adoptada per unanimitat el 13 de juliol de 2006. Després de recordar totes les resolucions anteriors sobre la situació a Libèria i Àfrica Occidental, inclosa resolució 1667 (2006), el Consell va augmentar la mida del component policial de la Missió de les Nacions Unides a Libèria (UNMIL) i va reduir el seu component militar.
En virtut del Capítol VII de la Carta de les Nacions Unides va augmentar el component policial en 125 persones i va reduir la mida del component militar pel mateix número. La mesura es va adoptar després d'un informe del secretari general de les Nacions Unides] Kofi Annan va recomanar canvis a la configuració de la UNMIL.